# Bruce Arena
Bruce Arena (* 21. September 1951 in Brooklyn, New York City) ist ein US-amerikanischer Fußballtrainer und ehemaliger -spieler.

## Spielerkarriere
Bruce Arena, dessen Großeltern aus Italien stammen, wuchs auf Long Island in New York auf. Auf der Highschool begann er Fußball zu spielen, da er für American Football zu klein war. Er begann als Verteidiger, später als Torwart.
Auf dem College spielte er weiterhin Fußball, aber auch Lacrosse. Nach den zwei Jahren auf dem Nassau Community College wechselte er an die Cornell University. Auch dort spielte er Lacrosse und Fußball.
Nach dem Abschluss an der Cornell wurde Arena zuerst von New York Cosmos verpflichtet. Er kam dort aber nie zum Einsatz. Er spielte professionell Lacrosse bei den Montreal Quebecois und Profifußball bei den Tacoma Tides in der American Soccer League.
1973 hatte er sein einziges Länderspiel. Er wurde in der zweiten Halbzeit gegen Israel eingewechselt.

## Trainerkarriere
Arena begann seine Trainerkarriere an der University of Puget Sound, an der er 1976 tätig war. Von 1978 bis 1995 trainierte er die Virginia Cavaliers, das Auswahlteam der University of Virginia.
Anschließend war Arena ein Jahr lang Trainer der US-amerikanischen U-23, ehe er in die damals neu gegründete Major League Soccer zu DC United wechselte, mit denen er in seinem ersten Jahr die Meisterschaft gewann.
Bruce Arena übernahm Ende Oktober 1998, nach dem schwachen Abschneiden der US-amerikanischen Nationalmannschaft bei der Weltmeisterschaft 1998 in Frankreich, das Amt des Nationaltrainers.
Er formte aus vielen Einzelspielern eine Einheit und führte die USA bei der Weltmeisterschaft 2002 ins WM-Viertelfinale, wo sie gegen Deutschland ausschied. Während seiner Zeit als Nationaltrainer konnte er auch viele junge Spieler in die Nationalmannschaft integrieren, darunter mehrere Spieler, die er noch aus der hochwertigen Mannschaft der University of Virginia kannte.
Bruce Arena konnte sich mit der US-amerikanischen Nationalmannschaft auch für die Weltmeisterschaft 2006 in Deutschland qualifizieren, wo das Team allerdings bereits in der Vorrunde ausschied. US-Fußballverbandchef Sunil Gulati gab in New York am 14. Juli 2006, eine Woche nach der Fußball-Weltmeisterschaft 2006, bekannt, dass er den Vertrag mit Bruce Arena nicht verlängern würde.
Wenige Tage darauf nahm Arena ein Angebot der New York Red Bulls an.
Am 5. November 2007 trennten sich die Red Bulls und Arena im beidseitigen Einvernehmen. Bruce Arena war anderthalb Jahre Cheftrainer des Vereins. Er schaffte es in seiner Zeit dort auf 16 Siege, 16 Unentschieden und 10 Niederlagen. Ab dem 18. August 2008 war Arena Trainer der LA Galaxy.
Ab dem 1. Dezember 2016 war er als Nachfolger von Jürgen Klinsmann erneut als Nationaltrainer der USA tätig. Nachdem Arena es nicht geschafft hatte, sich mit der Nationalmannschaft für die Fußball-Weltmeisterschaft 2018 zu qualifizieren, trat er vom Posten des Nationaltrainers zurück.
Am 14. Mai 2019 gab New England Revolution bekannt, Bruce Arena als Trainer und Sportdirektor verpflichtet zu haben.